# Локотское самоуправление
Ло́котское самоуправле́ние (нем. Republik Lokot, также Локотский округ, Локотская волость, «Локотская республика» (неофициально), ЛАО — Локотский автономный округ; Локотское окружное самоуправление — ЛОС) — автономное парагосударственное образование, находившееся в оккупированной нацистской Германией части средней полосы России, возглавлявшееся коллаборационистской администрацией Константина Воскобойника и Бронислава Каминского с июля 1942 года по август 1943 года. Название происходит от административного центра области — посёлка городского типа Локоть в Орловской области (ныне находится в Брянской области), переименованного Каминским в Воскобойник. После освобождения территории советскими войсками администрация Каминского была перенесена в Лепель (а затем в Дятлово) для создания там подобного образования.
«Автономия» охватила площадь восьми районов (современные Брасовский, Дмитриевский, Дмитровский, Комаричский, Навлинский, Севский, Суземский и Железногорский районы), ныне разделённых между Брянской, Орловской и Курской областями. Автономия должна была служить испытанием для российского коллаборационистского правительства при СС в Рейхскомиссариате Московии. Хотя нацисты официально дали статус только «автономии» и «самоуправления», у образования были признаки государственности (например, И. Ермолов его называет парагосударственным), а руководившие им коллаборационисты открыто в своих публикациях и выступлениях называли его государством, видя в нём зародыш будущего российского государства, которое, как они ожидали, будет создано после победы Третьего Рейха над СССР. Помимо администрации ЛАО, за обер-бургомистром Каминским стояло движение «каминцев» и Национал-социалистическая трудовая партия России, «правящая партия» ЛОС, и возглавляемая им Русская освободительная народная армия, позже вошедшая в состав СС.

## История

### Предпосылки
Одной из причин возникновения «республики» является специфика дореволюционного быта локотского населения. Являясь собственностью великого князя Михаила Александровича, по оценке ряда авторов, локотские земли выделялись богатством. Жизненный уровень местного населения в XIX — начале XX века был гораздо выше уровня большинства российских крестьян. Для локотян, не знавших ни крепостного права, ни послереформенного разорения, коллективизация и система колхозов стали не вторым, а первым крепостным правом. В мемуарной литературе также отмечены антисоветские настроения большей части местного населения.

### Создание

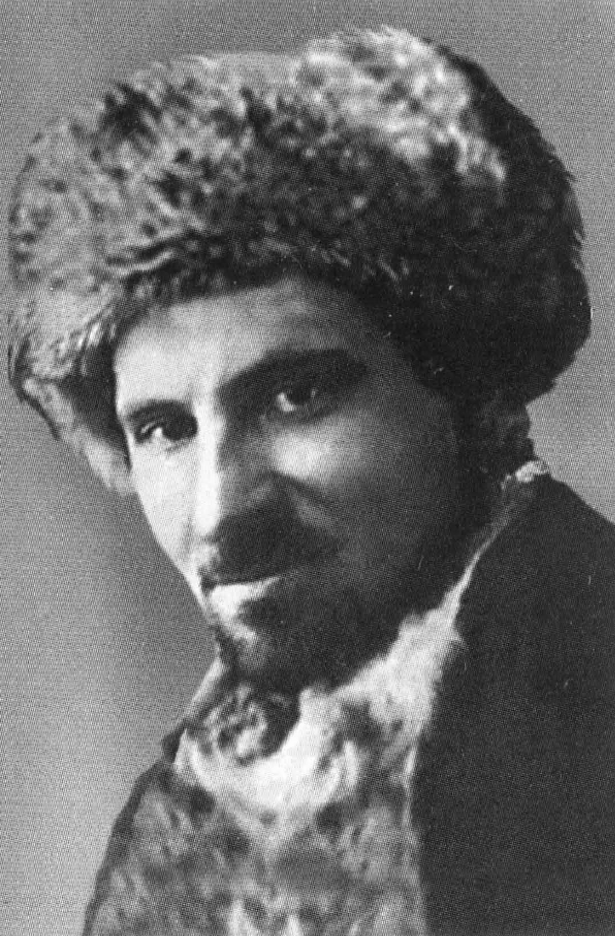
Константин Воскобойник, первый бургомистр Локотского самоуправления

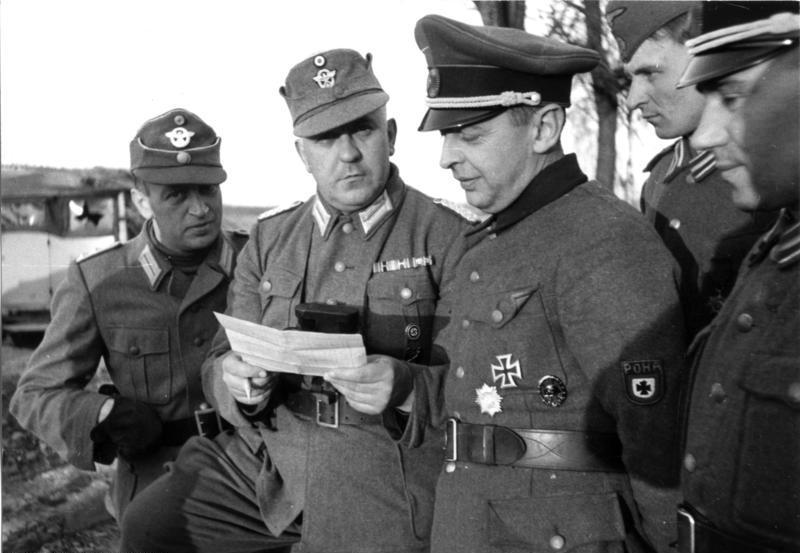
Бронислав Каминский и офицеры немецкой полиции (слева), Справа — начальник штаба РОНА подполковник И. П. Шавыкин. Фотография сделана 21 марта 1944 года военнослужащим 697-й роты пропаганды вермахта (3-я танковая армия) Г. Вехмайером

В результате паники при стремительном наступлении немецких танковых армий летом и осенью 1941 года советские органы власти оккупированных районов нынешних Орловской и Брянской областей эвакуировались задолго до прихода немецких войск.
В докладной записке начальника штаба партизанского движения на Брянском фронте старшего майора госбезопасности Александра Матвеева сообщается, что в первые месяцы войны с Германией в Брасовский, а также в некоторые другие соседние районы вернулись несколько десятков раскулаченных и высланных в период проведения коллективизации, которые в расчёте на близкий конец советской власти «уже присматривались к бывшей своей собственности, прикидывая, во что обойдётся ремонт жилого дома, каким образом использовать „свою“ землю, выгодно ли восстановить мельницу и т. д.», — нисколько не скрывая своих настроений от окружающих. В той же записке отмечались и сильные антисоветские настроения среди крестьян Брасовского района, и «засорённость» местных партийных и советских организаций «чуждым элементом», и то, что в годы войны «по сравнению с соседними районами Брасовский район дал из числа партийно-советского актива относительно меньший процент партизан и относительно больший — предателей».
Почти за две недели до появления немецких войск в Локте собрались сельские старосты вместе с выбранными депутатами и большинством голосов приняли решение назначить «губернатором Локтя и окрестной земли» инженера завода по производству спирта Константина Воскобойника, а его заместителем Бронислава Каминского. Для поддержания порядка был сформирован отряд милиции численностью свыше 100 человек. Во время быстрого наступления частей вермахта в 1941 году на несколько дней с момента стремительной эвакуации представителей советской власти на территориях имели место беспорядки, грабежи и убийства. Первоначально милиция служила именно для поддержания относительного порядка в районе Локтя. Подобные части существовали на многих территориях.
Командир авангардного отряда немецких танкистов, как уполномоченное лицо, утвердил Константина Воскобойника в должности обер-бургомистра (более высокая должность, чем просто бургомистр) всей «Локотской волостной управы», которая увеличилась впоследствии до округа. Немецкий капитан, который командовал передовым отрядом танкистов, дал разрешение на существование отряда «местной самообороны» (который уже был создан ранее), ограничив его численность до 20 человек.
Учитывая организаторские способности Воскобойника, уже через две недели, 16 октября 1941 года, немцы позволили ему увеличить отряд до 200 человек. Эта же дата (по другим данным, 16 ноября) традиционно считается днём, когда немцы официально санкционировали администрацию Локтя. Тем не менее, новейшие исследования не подтверждают эту точку зрения: в немецких документах не содержится никаких упоминаний относительно контактов между Воскобойником, Каминским и германскими оккупационными частями. Имя генерала Бранда, командующего тыловым районом 2-й танковой армии (Korück 532), которое часто упоминается в данном контексте, также является очевидным анахронизмом. Само по себе командование тылового района было создано только лишь в феврале 1942 года, а Бранд до того момента возглавлял т. н. Командный штаб Вязьма. Нельзя исключать, что Воскобойник и получил какую-то санкцию от местных германских частей, однако на армейском уровне до конца 1941 года никаких сведений об «управлении Локотской волости» не поступало.
После декларации о создании партии НСПР Воскобойник фактически перешёл из рядового старосты в разряд идейных врагов советской власти, и НКВД предприняло операцию по его ликвидации. В ночь на 8 января 1942 года партизанские отряды сотрудника НКВД Александра Сабурова, совершив зимний марш на 120 санях, напали на казарму народной милиции и дом бургомистра. Несмотря на неожиданность, милиционеры, потеряв 54 человека (из 200), сорвали попытку Сабурова захватить здание техникума. Понимая, что целью является он сам, Воскобойник вышел на крыльцо своего дома и был ранен в живот. После этого, понимая, что Воскобойник убит и задание выполнено, Сабуров отдал приказ отрядам отходить.
После гибели Воскобойника его место занял Каминский. В ответ на гибель Воскобойника были расстреляны заложники из числа местных жителей.[неопределённость][первых попавшихся?] Посёлок городского типа Локоть был переименован в город Воскобойник, однако новое название не прижилось.
В условиях возраставшей партизанской угрозы тылу германской армии Каминский продолжил «милитаризацию» района. Командование 2-й танковой армии предоставило ему возможность вести борьбу с партизанами под немецким контролем (операция получила название нем. Die Aktion Kaminsky). В конце января 1942 года «народная милиция» насчитывала 800 человек, в феврале — 1200, а в марте — 1650 человек.
К середине 1943 года Русская освободительная народная армия (РОНА), выросшая из отряда самообороны, имела численность не менее 20 000 человек, если учитывать только подразделения регулярных войск.

### Поддержка Локотского самоуправления
Непосредственно в Локте размещался штаб 102-й венгерской пехотной дивизии, её подразделения были размещены в населённых пунктах на территории Локотского округа.
Статус Локотского округа как автономного национального образования базировался на поддержке командующего 2-й немецкой танковой армией Г. Гудериана, сменившего его в декабре 1941 года генерал-полковника Рудольфа Шмидта и командующего группой армий «Центр» фельдмаршала Г. фон Клюге.
Действия Каминского оценивались позитивно его немецкими наблюдателями:

Каминский открыто гарантирует, что без согласия германских официальных лиц он не станет превращать своё боевое подразделение в политический инструмент. Он понимает, что в настоящее время его задачи носят чисто военный характер… Похоже, что при умелой политической обработке Каминский будет полезен для германских планов реорганизации Востока. Этот человек может стать пропагандистом германского «нового порядка» на Востоке.
— офицер абвера Босси-Фредрготти

### Экономика
На территории Локотского самоуправления были упразднены колхозы, возвращена частная собственность, разрешена значительная свобода предпринимательства. Согласно приказу № 185 по Локотскому управлению от 23 июня 1942 года при распределении бывшего колхозного имущества его должны были отдавать «в первую очередь… работникам полиции, раскулаченным, пострадавшим от партизан, сотрудникам [управы]…». Немецкие власти предпочитали не вмешиваться во внутренние дела Локотского самоуправления, которое отвечало за сбор налогов, безопасность немецких грузов на своей территории и обеспечение немецких войск продовольствием. Единственным платёжным средством являлся советский рубль.
Система здравоохранения Локотского округа включала 9 действующих больниц и 37 медицинских пунктов. Школьное образование в объёме 7 классов было обязательным; за отказ отпускать ребёнка учиться полагался денежный штраф. Количество школ уменьшилось пропорционально потерям населения. Так, в Суземском районе на октябрь 1942 года действовало всего 7 школ. Работники ветеринарных пунктов, библиотек, врачи и учителя получали зарплаты, отпуск на всех видах производств составлял 2 месяца, на вредных 4 месяца. Отпуск предоставлялся в теплое время года, для удобства обработки приусадебных участков.
Кроме системы начального и среднего образования, в Локотском округе действовали курсы для агрономов и педагогическое училище (в Севске). На 1943 год в нём обучалось 228 учащихся. В марте 1942 года было открыто Севское ремесленное училище; аналогичные училища были открыты и в остальных райцентрах округа. Давала о себе знать нехватка медперсонала, поставленного в округе на спецучёт. Так, в открывшейся в марте 1942 Навлинской районной больнице было всего 2 врача, 6 медсестёр, 9 санитарок, и завхоз на больницу из двух корпусов (хирургически-терапевтического и инфекционного), всего на 65 коек. Нехватка персонала была связана с необходимостью лечения бойцов РОНА, пострадавших в ходе защиты округа от партизан: так, в ведении этой же больницы было 3 врачебных и 4 фельдшерских пункта для населения, и 4 фельдшерских пункта для бойцов РОНА.
Райздравотделы следили за состоянием бань, требуя ремонтировать для поддержания здоровья населения; при нехватке койкомест или невозможности отправить больных тифом на лечение, по приказу обер-бургомистра их должны размещать в отдельных хатах под присмотром медработников, до выздоровления. Отделы социального обеспечения выплачивали пособия за детей; для полного использования пахотной земли были установлены фиксированные тарифы, по которым можно было оплатить услуги вспашки (деньги зачислялись владельцу лошади, прокорм которой был за его счёт). При каждом земельном обществе создавался семенной фонд (обычно 7 культур).

### Русская освободительная народная армия (РОНА)

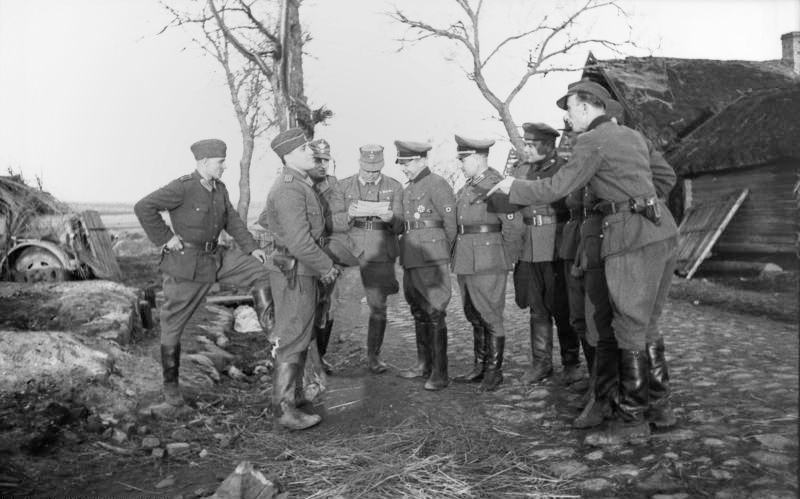
Б.В. Каминский, офицеры штаба РОНА и чины германской полиции. Фотография сделана 21 марта 1944 года военнослужащим 697-й роты пропаганды вермахта (3-я танковая армия) Г. Вехмайером

На январь 1943 года в РОНА входило 14 стрелковых батальонов, бронедивизион и моторизованная истребительная рота общей численностью в 9828 человек, она была экипирована орудиями, миномётами и пулемётами, главным образом представлявшими собой трофейное советское вооружение. В состав РОНА входили в основном перебежчики от партизан, окруженцы и местные жители (главным образом молодёжь 17-20 лет), мобилизованные немецким командованием. Как отмечает современный российский историк Борис Ковалёв, дисциплина в РОНА была крайне низкой, по своему поведению «„каминцы“ напоминали банду уголовников. Немцы использовали их для самой грязной работы». Эти силы были дислоцированы на территории округа поротно. В крупных населённых пунктах стояли батальоны. Оружие и военную униформу РОНА получала от немцев, а снабжение продовольствием обеспечивалось за счёт населения округа. При каждом батальоне имелся немецкий офицер связи.
После убийства Воскобойника Каминский занялся расширением своей армии, для чего развернул принудительную мобилизацию всех мужчин, способных носить оружие, от 18 до 50 лет, в том числе бывших военнопленных и окруженцев; за уклонение от приказа в условиях военного времени полагался расстрел, при мобилизации 1943 года перебежчики из бригады Каминского показывали, что за уклонение у семей уклонистов происходило изъятие скота, а родители уклонистов объявлялись заложниками.
В начале 1943 года вооружённые формирования на территории Локотского округа состояли из 15 батальонов численностью 12-15 тыс., а к середине 1943 года — 20 тыс., в том числе танковый батальон, артдивизион, 5 пехотных полков, сапёрный батальон и батальон охраны.
Описаны случаи массового дезертирства партизан и переход их на сторону вооружённых формирований Локотского самоуправления.
Один из партизанских командиров заявил в беседе с авторами:
Именно на территории Локотской республики партизаны практиковали террор против населения, подтверждают донесения войск по охране тыла немецкой группы армий «Центр». Только в районе 2-й танковой армии, где и располагался Локоть, был зафиксирован ряд случаев массового уничтожения партизанами мирного населения. В тыловых районах других армий, где партизанское движение было не менее развито, подобного явления не отмечалось.
В 1942 году в Брянском районе, в составе боевой группы «Гильза II», бригада Каминского приняла участие в антипартизанской операции «Фогельзанг» (нем. Vogelsang по названию крупного нацистского элитного учебного комплекса в Айфеле; иногда название операции ошибочно указывается как «Птичья трель» или «Пение птиц», что является дословным переводом с немецкого имени собственного), под командованием генерал-лейтенанта барона Вернера фон унд цу Гильза. В составе боевой группы находились танковый полк 5-й дивизии, части 216-й пехотной дивизии, милиционеры Каминского, части 102-й и 108-й венгерских лёгких дивизий — всего около 6,5 тыс. человек. В ходе операции убито 1193 партизана, 1400 ранено, 498 захвачено в плен, эвакуировано более 12 тыс. жителей; каратели потеряли 58 человек убитыми и 130 ранеными.
Также милиция Каминского совместно с другими восточными добровольцами приняла участие в следующих операциях:
- «Соседская помощь» (нем. Nachbarhilfe) — в основном 98-я дивизия и 108-я венгерская лёгкая дивизия, милиция Каминского выполняла вспомогательные функции;
- «Цыганский барон» (нем. Zigeunerbaron) — самая крупная операция с участием XLVII танкового корпуса, 4-й, 7-й, 292-й пехотных дивизий, 18-й танковой, 10-й моторизированной и 102-й венгерской лёгкой дивизии, в ходе которой уничтожено 207 партизанских лагерей, 1584 партизана убито и 1568 взято в плен;
- «Вольный стрелок» (нем. Freischütz) — кроме милиции Каминского, принимали участие 5-я танковая дивизия, 6-я пехотная и 707-я дивизия;
- «Танненхойзер» (нем. Tannenhäuser) «Еловые дома»; возможно, использовано название какого-то населённого пункта) — в операции принимали участие РОНА и восточные добровольцы;
- «Пасхальное яйцо» (нем. Osterei) — операция РОНА и частей восточных добровольцев.

Советские партизаны, связанные с НКВД, нападали на гражданское население округа и вели боевые действия с РОНА, действия сторон на территории округа носили характер гражданской войны.
С мая по октябрь 1942 года партизаны 540 раз пытались атаковать охранные силы округа.
Руководство округа поддерживало порядок жестокими репрессиями против лиц, заподозренных в связях с партизанами.
Из приказа обер-бургомистра Каминского о введении террора как ответной меры на действия советских партизан:
Применяемые ими в неограниченном масштабе такие методы вынуждают нас отвечать на их экзекуции и террор беспощадным террором всего нашего народа, жаждущего спокойствия, мира и занятия свободным трудом.Бронислав Каминский (из приказа № 132 от 8 мая 1942 года)
Волна террора вылилась, согласно архивным данным, в большое число жертв. Было расстреляно, повешено и замучено более 10 тыс. человек, в том числе было сожжено заживо 203 человека. Полностью сожжено 24 деревни и 7300 колхозных дворов, разрушено 767 общественных и культурных учреждений. Из одного лишь Брасовского района Брянской области на работу в Германию было угнано 7 тыс. человек. Имущество подвергшихся террору конфисковывалось.
В целях борьбы с теми же партизанами были полностью сожжены деревни Красная Слобода, Теребушка, Чернь, Гаврилова Гута, Кокоревка, Кокушкино, Чухраи, Смилиж, Игрицкое, Добровольский, Алтухово, Шушуево, а их жители насильственно выселены в другие районы. По оценке Государственной чрезвычайной комиссии, проводившей расследования деятельности РОНА, её карателями за период существования республики было казнено 10 000 человек, а больше двухсот — сожжены заживо.
Российский историк А. Р. Дюков писал, что при помощи террора как способа борьбы с партизанами действия формирований Каминского были направлены на раскол населения оккупированных территорий, на разжигание войны между теми, кто был мобилизован в «народную милицию», и теми, кто поддерживал партизан. Это было очень полезно для оккупантов, и в определённой степени это удалось:
Он [Каминский] создал остров внутри обширного партизанского края в районе Брянска-Дмитровска-Севска-Трубчевска, который препятствует расширению партизанского движения, связывает деятельность мощных партизанских сил и предоставляет возможность для ведения германской пропаганды среди населения. Кроме того, район поставляет продовольствие для германских войск… Благодаря успешному развёртыванию русских войск под руководством Каминского стало возможно не привлекать новых немецких подразделений и сохранять германскую кровь в борьбе с партизанами.командующий 2-й танковой армией генерал Шмидт
Части РОНА препятствовали расширению партизанского движения и позволяли отвлекать на борьбу с партизанами меньше немецких подразделений. Кроме того, население, ушедшее в леса и никому не подчиняющееся (так называемые дикие партизаны) тоже вело военные действия против советских партизан.

### Национал-социалистическая трудовая партия России
Глава округа Воскобойник выступал перед немецкой администрацией с инициативой распространения подобного самоуправления на все оккупированные территории.
Одновременно в Локотском самоуправлении была осуществлена попытка создать свою партию — «Народную социалистическую партию России». В конце ноября 1941 года глава Локотского самоуправления К. П. Воскобойник обнародовал манифест Народной социалистической партии «Викинг», в котором предусматривалось уничтожение коммунистического и колхозного строя, наделение крестьян пахотной землёй и приусадебными участками, развитие частной инициативы, «амнистия рядовых членов партии [ВКП(б)], не запятнавших себя издевательством над народом» и «беспощадное уничтожение всех евреев, бывших комиссарами». Однако, несмотря на то, что предвоенные планы немецкого военного командования предусматривали возможность создания на оккупированных территориях новых государственных образований, партийная инициатива Воскобойника не была поддержана. Из манифеста партии:

Народная социалистическая партия была создана в подполье в сибирских концлагерях. Краткое название Национал-социалистической партии — «ВИКИНГ» (Витязь).
Народная социалистическая партия берёт на себя ответственность за судьбы России. Она берёт на себя обязательство создать правительство, которое обеспечит спокойствие, порядок и все условия, необходимые для процветания мирного труда в России, для поддержания её чести и достоинства.
В своей деятельности Народная социалистическая партия будет руководствоваться следующей программой:
1. Полное уничтожение в России коммунистического и колхозного строя.
2. Бесплатная передача крестьянству в вечное, наследственное пользование всей пахотной земли с правом аренды и обмена участков, но без права их продажи. (В руках одного гражданина может быть только один участок). Размер участка около 10 гектар в средней полосе России.
3. Бесплатное наделение в вечное, наследственное пользование каждого гражданина России усадебным участком, с правом обмена, но без права продажи. Размер участка в средней полосе России определяется приблизительно в 1 гектар.
4. Свободное развёртывание частной инициативы, в соответствии с чем разрешается частным лицам свободное занятие всеми ремёслами, промыслами, постройка фабрик и заводов. Размер капитала в частном владении ограничивается пятью миллионами золотых рублей на каждого совершеннолетнего гражданина.
5. Установление на всех видах производств 2-х месячного годового отпуска в целях использования его для работы на собственных усадебных участках. 
ПРИМЕЧАНИЕ: На вредных производствах продолжительность отпуска увеличивается до 4-х месяцев.
6. Наделение всех граждан бесплатно лесом из государственных дач для постройки жилищ.
7. Закрепление в собственность Государства лесов, железных дорог, содержимого недр земли и всех основных фабрик и заводов.
8. Амнистия всех комсомольцев.
9. Амнистия рядовых членов партии, не запятнавших себя издевательством над народом.
10. Амнистия всех коммунистов, с оружием в руках участвовавших в свержении сталинского режима.
11. Амнистия Героев Советского Союза.
12. Беспощадное уничтожение евреев, бывших комиссарами.

Свободный труд, частная собственность в пределах, установленных законом, государственный капитализм, дополненный и исправленный частной инициативой, и гражданская доблесть явятся основой построения нового государственного порядка в России.
Настоящая программа будет осуществлена после окончания войны и после прихода Народной социалистической партии к власти.
Наша партия — партия национальная. Она помнит и чтит лучшие традиции русского народа. Она знает, что викинги-витязи, опираясь на русский народ, создали в седой древности Русское государство.
Наша страна разрушена и разорена под властью большевиков. Бессмысленная и позорная война, вызванная большевиками, превратила в развалины многие тысячи городов и заводов нашей страны.
Народная социалистическая партия шлёт привет мужественному германскому народу, уничтожившему в России сталинское крепостное право.

Уже в течение декабря 1941 года было создано пять ячеек партии — по несколько десятков членов партии и по нескольку сотен сочувствующих в каждой ячейке. Сам комитет находился в Локте, под охраной отряда милиции. Германские власти, однако, так и не дали официального разрешения на создание партии.
Инициаторами создания партии выступили Воскобойник, Каминский, Н. Иванин и С. В. Мосин.
После смерти Воскобойника партию возглавил Каминский, несколько раз переименовывавший партию: в 1942 году она стала называться Русской народной национал-социалистической партией, а в 1943 году — Национал-социалистической партией России; с ноября 1943 года после эвакуации в Лепель и реорганизации партия стала называться «Национал-социалистическая трудовая партия России» (НСТПР), появились новые устав, программа и структура партийных органов. В партию в обязательном порядке вступили все руководящие работники самоуправления. Максимальное количество членов НСТПР — 400 человек. При партии действовала своя молодёжная организация — Союз русской молодёжи.

### «Лепельская республика»
5 сентября 1943 года Локоть был взят силами 2-го танкового батальона 197-й танковой бригады 30-го Уральского добровольческого танкового корпуса совместно с частями 250-й стрелковой дивизии. При отступлении немецкой армии вооружённые формирования Локотского округа под командованием Бронислава Каминского, а также члены семей военнослужащих и все, кто не хотел оставаться на советской территории (30 тыс. человек), в августе 1943 года ушли вместе с немецкой армией в город Лепель Витебской области, где на какое-то время была создана «Лепельская республика», а РОНА участвовала в военных операциях против советских партизан до лета 1944 года. Отсюда бригада РОНА в составе войск СС была переброшена в Польшу, где, в частности, участвовала в подавлении Варшавского восстания.
В Лепеле Каминский провёл пять месяцев, пытаясь наладить Лепельское самоуправление по типу Локотского. В самоуправление вошли сотрудники как локотской администрации, так и местных органов самоуправления. РОНА также пополнилась белорусскими солдатами. Была проведена значительная реорганизация партии «Викинг», и она была сперва переименована в Национал-социалистическую партию России, а затем и в Национал-социалистическую трудовую партию России. При ней появилось молодёжное крыло — Союз русской молодёжи.
Попытка создания «Лепельской республики» провалилась, поскольку администрация Каминского не смогла создать условий и экономических стимулов, которые бы поощряли местное население к коллаборационизму и локотских беженцев к продолжению сотрудничества. Не оценив причины отказа населения сотрудничать, администрация Каминского обвинила лепельцев в пособничестве партизанам и развязала террор, арестовывая и даже расстреливая всех подозрительных, что вызвало недовольство населения, которое значительно возросло из-за намерения Каминского изъять у белорусских крестьян часть земли и наделить ей локотских беженцев. Чтобы исключить переход недовольных к партизанам, Каминский дал приказ о переходе РОНА и гражданских беженцев в район Дятлова (Западная Беларусь): «Многие бойцы и командиры бригады РОНА… не могут получить необходимый фураж для скота и продовольствие, а также сам Лепельский округ… не может стать базой формирования новых подразделений РОНА».

### После ВОВ
Уже после ухода РОНА сопротивление населения органам Советской власти, сопровождавшееся частыми вооружёнными столкновениями с подразделениями НКВД, продолжалось на территории Брянщины и Орловщины вплоть до 1951 года. Например, в 1951 году, во время ликвидации повстанческого отряда (из жителей села Лагеревки Комаричского района), со стороны сотрудников МГБ было убито и ранено несколько десятков человек, включая начальника отделения госбезопасности района — капитана Ковалёва.

## Административное устройство

### Отличия от других оккупированных областей
Административная система Локотского самоуправления во многом повторяла систему, практиковавшуюся в других оккупированных областях Третьего рейха. Главным отличием являлось то, что вся полнота власти на местах принадлежала здесь не немецким комендатурам, а органам местного самоуправления. Любым немецким органам власти запрещалось вмешиваться во внутренние дела «Локотской волости» (см. Судебная система). Германские учреждения на территории Локотского округа ограничивали свою деятельность лишь помощью и советами руководителям округа и его районов.
На территории округа была предпринята попытка легализовать НСПР и образовать русское правительство.

### Судебная система
Штабом 2-й танковой армии вермахта был выпущен приказ, запрещающий любым немецким органам власти вмешиваться во внутренние дела «Локотской волости», оставляя за ними только право «советов и помощи».
Судебная система Особого Локотского округа состояла из трёх уровней.
- Низший: волостные суды мировых судей при каждой управе,
- Средний: уездные суды,
- Высший: Военно-следственная коллегия округа, занимавшаяся только террористической и диверсионной деятельностью советских партизан, за которую полагалась смертная казнь через повешение или расстрел. Лица, помогавшие партизанам, наказывались тюремным заключением на срок от 3 до 10 лет с отбыванием в окружной тюрьме.

За дезертирство из РОНА была установлена мера наказания в виде тюремного заключения сроком на три года, с обязательной полной конфискацией имущества. Позже при развёртывании мобилизации была введена казнь за уклонение.
Грубые нарушения дисциплины, убийства на почве пьянства влекли за собой применение наказания в виде смертной казни.

Антонина Макарова

Отмечен один случай, когда по личному распоряжению Каминского были произведены следствие и суд над двумя военнослужащими венгерского корпуса в составе немецкой армии за мародёрство и убийство местного мельника. Несмотря на протесты немецкого командования, преступники были осуждены и публично казнены.
Исполняла смертные приговоры палач Локотского округа Антонина Макарова (больше известная как «Тонька-пулемётчица»), казнившая около 1500 человек, включая партизан, членов их семей, женщин и подростков (расстреляна 11 августа 1979 года по приговору советского суда).

#### Бессудные наказания и военные преступления
Помимо казней, оформленных по уголовно-процессуальным нормам округа, практиковались и наказания и казни без суда и следствия. Так, ещё до оккупации Локтя была расстреляна медсестра, отказавшаяся отдать Воскобойнику медицинские инструменты и обозвавшая его самозванцем; 21 декабря 1941 года по приказу Воскобойника в коридоре тюрьмы, в которую было превращено общежитие лесохимического техникума, были расстреляны без суда и следствия шесть заключенных: трое военнопленных, в том числе комиссар полка, у которого нашли партбилет, бывший председатель Дубровского сельсовета и двое граждан из поселка Красный Колодец; в ответ на убийство Воскобойника Каминский и его заместитель Мосин организовали расстрел 7 заложников, обвинённых в связях с партизанами; в марте и августе 1942 года, после покушения на Мосина и Каминского, были расстреляны до 100 человек. В рамках борьбы с советскими партизанами происходили не только казни подозрительных, но и сожжения сёл. В одном из воззваний к населению и партизанам, выпущенном Каминским, говорилось, что «с целью лишения бандитов экономической базы будут сжигаться все населенные пункты, в которых находятся партизаны».

### Административное деление и границы
Локотское самоуправление было официально признано немецкими властями 15 ноября 1941 года. Вначале власть его распространялась лишь на Локотский (ныне Брасовский) район, затем — на Локотский уезд, с присоединением к нему территорий Навлинского и Комаричского районов (Орловской, ныне Брянской области) и Дмитровского района Курской (ныне Орловской) области. С июля 1942 года Локотский уезд был реорганизован в Локотский округ и отныне включал в себя 8 районов, сохранившихся и поныне (Брасовский, Суземский, Комаричский, Навлинский, Михайловский, Севский, Дмитриевский, Дмитровский).
Каждый район делился на 5-6 волостей, каждая из которых имела волостное управление во главе с волостным старшиной, а во главе района стоял русский бургомистр со своим аппаратом управления. Вначале главой самоуправления, когда оно имело статус района и уезда, был бургомистр Константин Воскобойник, а после его гибели — его бывший заместитель Бронислав Каминский, ставший обер-бургомистром Локотского округа. Третьим по значению в иерархии коллаборационистов являлся начальник окружной полиции Масленников (был повешен немцами в результате операции советских подпольщиков из группы П. Г. Незымаева, подготовивших и представивших дезинформацию).

### Антисемитская политика
Одной из частей локотской идеологии стал антисемитизм. Выступления Каминского («Народ за жидов и коммунистов воевать не хочет… В неосвобожденных от жидовского ига областях России наблюдаются массовые выступления против режима Сталина; голод стоит невероятнейший. Вас же жидовские комиссары убаюкивают близким фронтом и мнимыми победами Красной армии») и газетные публикации характеризовались грубым антисемитизмом и характеризовались штампами вроде «жидо-большевики», «иудо-большевизм», «жидо-комиссары»; «Голос народа» поставила перед собой задачу возбудить «всеобщую ненависть к жидо-большевизму и его союзникам — англо-американским плутократам». Видевшие Каминского характеризовали его как убеждённого антисемита, а в статье на 44-летие Каминского его антисемитизм был вписан в число его основных добродетелей.
Антисемитизм был не только в пропаганде и риторике, но и в практических мерах (как и на других оккупированных территориях). Был установлен порядок, согласно которому расстрелу подлежали лица, укрывающие коммунистов и евреев; в законодательстве ЛАО присутствовали антисемитские положения; в «Трудовом кодексе» существовал специальный параграф под названием «Жидовская рабочая сила»; в инструкции, подготовленной отделом юстиции, запрещались браки между евреями и лицами других национальностей, но при этом позволялось в считанные минуты оформить развод с евреем, даже по одностороннему желанию одного из супругов. Евреи округа, даже несмотря на относительно небольшое их количество, сгонялись в гетто, брались в заложники и «периодически ликвидировались». Известен случай, когда при оккупации города Дмитриева Курской области все евреи были сперва выселены в специальные дома на окраину, откуда они по приказу руководства направлялись на разминирование дорог и полей, где многие из них гибли; при отступлении отрядов Каминского из Дмитриева все уцелевшие евреи были расстреляны.

## Основные сведения
Локотский округ располагался на территории в 10 300 км2 и, таким образом, не превосходил по размерам Бельгию, как ошибочно указывают некоторые авторы (территория Бельгии составляет 30 528 км2). Тем не менее, площадь округа была почти равна площади Ливана и заметно превышала площадь Кипра (10 452 и 9 250 км2 соответственно). Округ имел статус национального образования и собственные вооружённые силы — Русскую освободительную народную армию (РОНА), объединение, созданное по образу народной милиции и состоявшее из 14 батальонов (по разным данным, от 12 до 20 тысяч человек). К моменту эвакуации частей Каминского в город Лепель в формированиях РОНА насчитывалось 10 тысяч бойцов, сведённых в пять пехотных полков, имевших на вооружении 36 полевых орудий в артдивизионе, два танка КВ, три танка БТ, четыре танка Т-34, несколько танков других марок в составе танкового батальона; около 20 автомашин, а также 15 миномётов.
Население округа составляло 581 тысячу человек, что превышает численность населения, например, Приднестровья. На территории округа, несмотря на то, что это была оккупированная территория, действовал свой Уголовно-процессуальный и Уголовный кодекс.
По мнению историка С. И. Дробязко, при минимальном контроле со стороны немецкой администрации Локотское самоуправление добилось крупных успехов в социально-экономической жизни округа, потому что здесь была отменена колхозная форма хозяйствования и введён новый строй налогов. Конфискованное при раскулачивании советской властью имущество безвозмездно возвращалось бывшим владельцам, при утрате предусматривалось соответствующие возмещение. Размер подушного участка для каждого жителя самоуправления составлял около 10 гектаров.
За время самоуправления были восстановлены и запущены многие промышленные предприятия, занимавшиеся переработкой сельскохозяйственной продукции, восстановлены церкви, работали девять больниц и 37 медицинских пунктов амбулаторного типа, действовало 345 общеобразовательных школ и три детских дома, открыт городской художественно-драматический театр имени К. П. Воскобойника в Локте, а в программе Дмитровского городского театра были даже балетные номера.
Согласно данным, приводимым начальником Управления регистрации и архивных фондов ФСБ России В. С. Христофоровым, никакое национализированное советской властью имущество якобы не возвращалось прежним хозяевам — экономический уклад самоуправления не имел ничего общего с дореволюционным. Основной денежной единицей на территории округа был советский рубль. Бюджет округа складывался из налогов на население. Денежный налог брали с построек, всех видов сельхозпродуктов, скота, птицы и ручного промысла. В среднем с каждого хозяйства ежегодно получалось около 600 рублей, кроме того, брали страховку от пожара, но при этом погорельцам возмещение не выплачивалось. Все эти бюджетные средства официально шли на нужды самоуправления и содержание полицейских отрядов, на деле же становясь «вотчиной» руководства самоуправления и его немецких покровителей.
Распоряжения локотской администрации во многом списывали подобные распоряжения немецких оккупационных властей: так, жителям запрещалось свободное передвижение без особого на то разрешения, вводился комендантский час; жителям предписывалось сообщать о новоприбывших в их район гражданских лицах.

## В культуре
Кратко об истории Локотского самоуправления рассказал в статье «Локотьская альтернатива» в «Парламентской газете» 22 июня 2006 года журналист Сергей Верёвкин. Эта публикация вызвала негодование спикера Совета Федерации Сергея Миронова, который потребовал уволить главного редактора издания, назвав публикацию «глумлением над памятью погибших в борьбе с фашизмом».

### В кинематографе
- История Локотского самоуправления отражена в снятом по роману Анатолия Иванова «Вечный зов» советском кинофильме.
- В современном кинематографе тема Локотского самоуправления была отражена в сериалах:
  - «Диверсант 2: Конец войны» (2007),
  - сериале телеканала «Россия» «Исчезнувшие» (2009), снятом по мотивам повести И. Болгарина и В. Смирнова «Обратной дороги нет»,
  - «Палач» (2014).